# Oriolus larvatus
Il rigogolo dalla testa nera (Oriolus larvatus Lichtenstein, 1823) è un uccello passeriforme della famiglia Oriolidae.
Si trova in Africa e ha un aspetto caratterizzato da un corpo di color giallo brillante, testa nera a contrasto e becco color carne.